# Sí se puede (lema)
«Sí se puede» (también atestado como «Sí, se puede») es el lema, originariamente en español, de la Unión de Campesinos (en inglés: United Farm Workers), una organización sindical estadounidense de trabajadores agrícolas. En 1972, durante la huelga de hambre de 25 días emprendida por César Chávez en Phoenix (Arizona), la cofundadora de la Unión de Campesinos, Dolores Huerta, ideó el lema. Desde entonces, «Sí se puede» ha sido un principio rector de la Unión de Campesinos que ha servido para inspirar la consecución de objetivos. También es una marca registrada del sindicato.

## Usos posteriores
El lema ha sido reutilizado por activistas y organizaciones sindicales y políticas. En la traducción a otros idiomas, como el inglés «Yes, we can», la forma impersonal se suele sustituir por otra en la primera persona del plural, cuyo equivalente en español sería «Sí, podemos».

### Estados Unidos:Yes, we can!

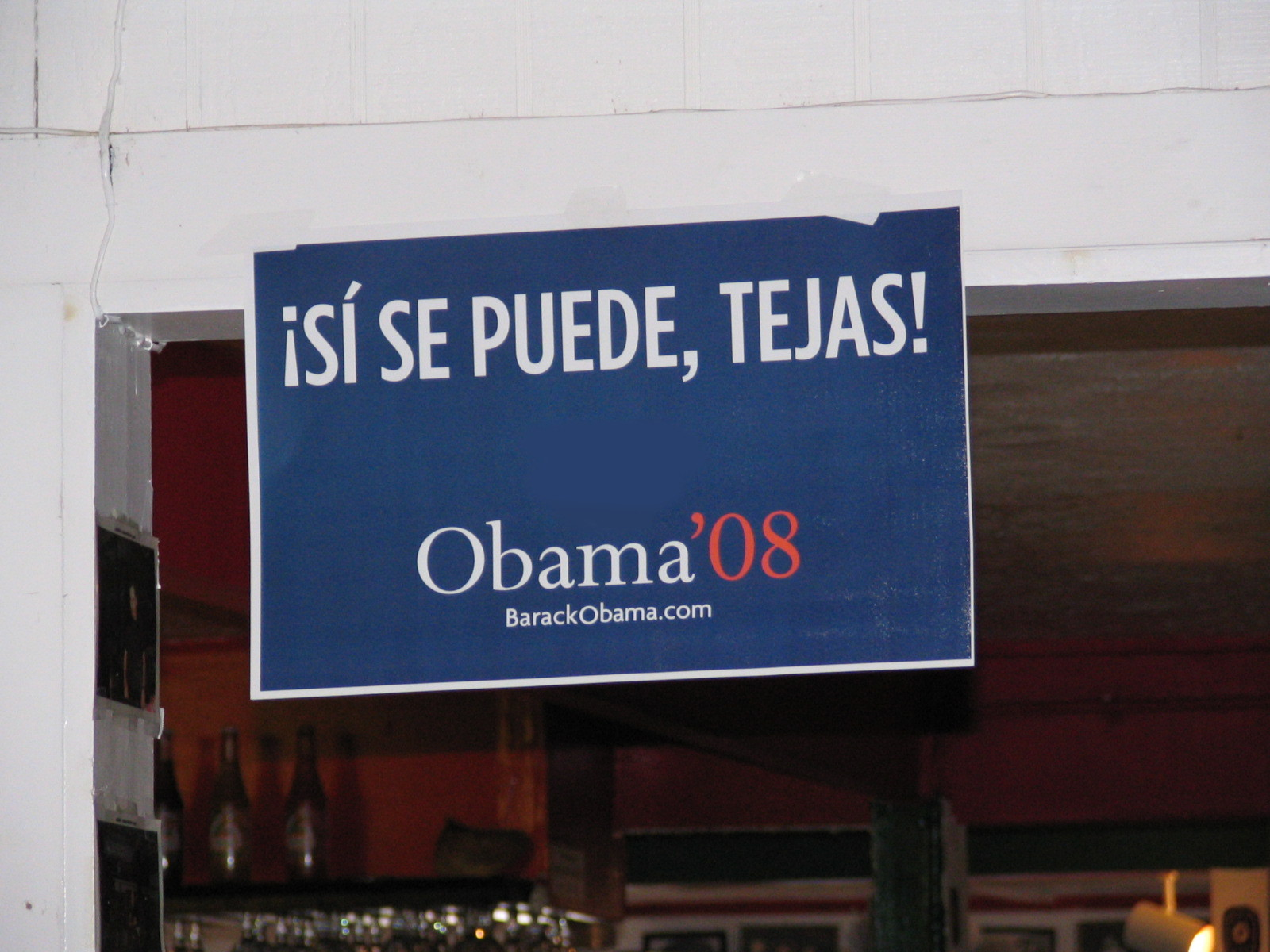
Uso del lema Yes, we can! en la campaña presidencial de Barack Obama de 2008 en Austin (Texas).

Barack Obama adoptó la traducción «Yes, we can!» por primera vez durante las primarias del Partido Demócrata al Senado por Illinois de 2004. También fue el tema del discurso de Obama tras acabar en segundo lugar en las primarias de Nuevo Hampshire de 2008. También se utilizó en la canción Yes We Can, que fue interpretada por numerosas celebridades en apoyo a Obama.

### España: Plataforma de Afectados por la Hipoteca y Podemos
Durante la crisis iniciada en 2008 en España, el lema Yes, we can! de Barack Obama inspiró a varios movimientos antiausteridad surgidos en la ola del movimiento 15-M.
De esta manera, en 2013 la Plataforma de Afectados por la Hipoteca (PAH) llevó a cabo una campaña con el lema «Sí se puede, pero no quieren», en relación con tres reivindicaciones que la organización había incluido en una iniciativa legislativa popular presentada ante el Congreso de los Diputados con el fin de facilitar el acceso a la vivienda.
También inspiró el nombre del partido izquierdista Podemos, creado en 2014, y fue utilizado como lema del partido durante su primera etapa. Asimismo, formó parte de la coalición Catalunya Sí que es Pot («Cataluña Sí que se Puede») para las elecciones al Parlamento de Cataluña de 2015.

### Venezuela

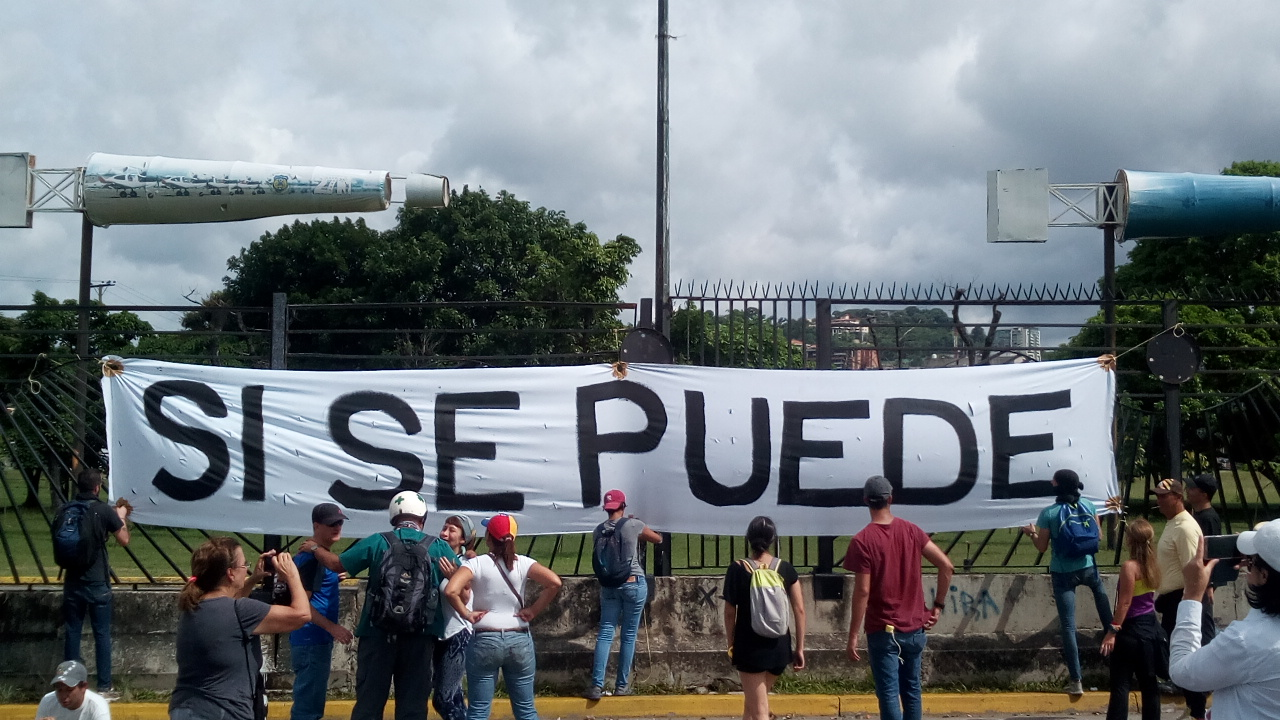
Pancarta con el lema «Sí se puede» en una sentada en Venezuela.

En 2019, durante la crisis presidencial de Venezuela, el opositor Juan Guaidó, reconocido como presidente interino por la Asamblea Nacional, utilizó el lema «Sí se puede».

### Argentina
En 2019, como cierre de campaña por la reelección presidencial y luego de una derrota electoral en las Primarias Abiertas Simultáneas y Obligatorias, el presidente Mauricio Macri utilizó como lema de sus actos y marchas la frase “Sí, se puede”